# 朱里
朱里（しゅり、1989年2月8日 - ）は、日本の女性プロレスラー、女性総合格闘家、元女性キックボクサー。本名：近藤 朱里（こんどう しゅり）。神奈川県海老名市出身。スターダム所属。血液型A型。元ストロー級クィーン・オブ・パンクラシスト。元Krush女子フライ級女王。

## 所属
- ハッスル（2008年 - 2009年）
- SMASH（2009年 - 2012年）
- WNC（2012年 - 2016年）
- REINA女子プロレス（2013年 - 2016年）
- パンクラス（2016年 - 2017年）
- フリーランス（2016年）
- UFC（2017年 - 2018年）
- MAKAI（2019年 - 2020年）
- スターダム（2020年 - ）

## 経歴
日本人の父親とフィリピン人の母親の間にハーフとして生まれる。
小学生時代の習い事として空手、水泳、ダンス、そろばんを習う。
神奈川県立深沢高等学校卒業。
高校卒業後、雑誌モデルやドラマエキストラなどをやりながら芸能の道を志すが、もっと運動能力を活かしたことをやりたいと思っていた矢先、知り合いに勧められ受けたハッスルオーディションに合格。

### ハッスル
2008年
- 10月16日、ハッスル後楽園大会で、レイザーラモン行きつけの喫茶店「ともだち」のアルバイトという設定で初登場。[2][3]
- 10月26日、ハッスル栃木大会（宇都宮市清原体育館）でプロレスデビュー。[4][5]リングネーム「KG」（「Karate Girl」の略）はレイザーラモンRGにより命名。以後、ハッスルの活動休止まで＼(^o^)／チエやREY大原（現：大原はじめ）らとの対戦カードが多く組まれる中で、大会前半戦の「ストロング・ハッスル」と称される路線の一角を担う。

2009年
- ハッスルの選手大量離脱による活動休止に伴い、12月よりSMASHに移籍し、リングネームを朱里に改名する。
- 12月11日、JEWELS初参戦となったJEWELS 6th RINGでシュートボクシングルールの試合に出場、キャッチポイントを2度奪うなど終始攻め続け、3-0で判定勝ち。[6]
- 12月20日、「ジュエルス1周年記念パーティ&表彰式」が開催され、新人賞を受賞した[7]。

2010年
- 2月13日、シュートボクシング興行で風香の格闘技引退試合の相手を務め、2-0で判定勝ち。[8]

### SMASH
- 3月26日、SMASH旗揚げ戦で里村明衣子と対戦し、スリーパーホールドで敗れる。[9]
- 5月5日、NEO初参戦。大原はじめと組み、日高郁人&夏樹☆たいようと対戦し、15分時間切れ引き分け。
- 5月29日、SMASH.3にて、観戦していた華名と乱闘になり遺恨が発生。[10]
- 6月25日、SMASH.4のメインイベントにて華名と対戦し、右ハイキックで勝利する。[11][12]
- 7月24日、SMASH.5にて華名と再戦し、腕固めで敗れる。
- 8月1日、NEO後楽園大会にて、野崎渚の復帰戦の相手となり、腕固めで勝利する。
- 9月24日、SMASH.8で自身のキャリアでは初となるハードコアマッチでKAORUと対戦し、ラダーの上からのムーンサルトプレスで敗れる。
- 10月30日、SMASH.9で試合後にさくらえみ（アイスリボン）との対戦を希望し、さくらの入場曲でダンスを踊って対戦をアピールするというパフォーマンスを行った。
- 11月5日、19時女子プロレスにゲストMCとして出演し、ここでもさくらのSMASH.10への出場を直訴し、再びリング上でダンスを披露する。このダンスに感激したさくらは出場を受諾。同日夜に朱里&華名組対さくらえみ&米山香織（JWP）組が決定した。
- 11月22日、SMASH.10にて行われたさくら&米山組とのタッグマッチでは、ローンバトルを強いられる苦戦の末、右ハイキックでさくらから直接フォールを奪い勝利する。[13]
- 12月24日、SMASHのスピンオフ興行「ハプニングEve'」にて、メインイベントで米山香織の持つJWP無差別級選手権に初挑戦したものの、ロールスルー・ジャーマン・スープレックス・ホールドで敗れる。[14]

2011年
- 1月29日、SMASH.12で初来日の元WWEディーバ、セリーナと対戦し、スピアーからの片エビ固めで敗れる。
- 2月3日、ユニオンプロレス初参戦[15]。チェリーと組み、諸橋晴也&妻木洋夫の男子タッグに挑むが、チェリーが諸橋に丸め込まれる。
- 2月20日、プロレスリングWAVE初参戦。チェリー、小松奈央と組んで、水波綾、勇気彩、下野佐和子と6人タッグを戦うが、小松が下野の片エビ固めに敗れる。エンディングでは大畠美咲より「ブラック・ダリア」加入を勧誘され、朱里本人は回答に困惑するも、GAMIが制止。
- 2月25日、SMASH.14にて、1月から遺恨が発生したリン・バイロンとシングルマッチで対戦し、ジャーマン・スープレックス・ホールドで勝利する[16]。また、メインイベントの試合後には、サブゥーを模したターバン姿で突如乱入し、マイケル・コバックにイスを投げつけ、次回大会でのサブゥーの登場を予告するデモンストレーションを行った。
- 3月21日、アイスリボン初参戦。ファン投票によって決まった志田光とシングルで対戦。ファルコンアローから片エビ固めで敗れる[17]。
- 3月31日、SMASH.15のセミファイナルでTAJIRI、サブゥーと組み、マイケル・コバック、リン・"ビッチ"・バイロン、ガブリエル・アントニックとハードコアマッチで対戦し、サブゥーがアントニックからアラビアン・フェースバスターからの体固めでフォールを取り、勝利する。この試合のために、自ら有刺鉄線ボードを作製し、入場時に持参した。
- 4月10日、プロレスリングWAVE新宿大会で栗原あゆみ&春日萌花と組み、バンビ&大畠美咲&悲恋と対戦。朱里のランニングニーアタックのアシストを受けて、春日が悲恋をチャカチャカ（お嬢様クラッチ）で丸め込んで勝利。
- 4月16日、アイスリボン大阪大会で志田光と初タッグを組み、真琴&都宮ちい（現：ミクロ）と対戦。志田のファルコンアローからのエビ固めが真琴に決まり勝利。
- 4月17日、KAIENTAI DOJO初参戦。山縣優と組み、バンビ&真琴と対戦。山縣がシャイニング・ウィザードからの片エビ固めに屈する。
- 4月29日、大阪プロレス初参戦。ユタカと組み、松山勘十郎&アップルみゆき（現：ハイビスカスみぃ）と対戦。右ハイキックでアップルに勝利する。
- 5月3日、SMASH.17にて志田光と組み、紫雷美央&紫雷イオと対戦。右ハイキックで紫雷美央に勝利する。試合後には戦前から公約していた勝利のダンスを、キッズダンサーたちを引き連れて志田とともに踊った。
- 5月5日、アイスリボン後楽園大会で、志田光とのコンビでさくらえみ&Rayの持つインターナショナル・リボンタッグ選手権に挑戦。志田がさくらのラ・マヒストラルで敗れる。
- 5月8日、トリプルテイルズ自主興行第3弾名古屋大会のメインイベントで、AKINO&花月と組み、華名&紫雷美央&紫雷イオと対戦し、イオのムーンサルトプレスで敗れる。
- 5月14日、TAJIRI、大原はじめとともに闘龍門MEXICO「ドラゴマニアVI」に遠征。マルセラ&ジュビアと組み、下田美馬&ラ・コマンダンテ&ダリス・ラ・カバーニャ組と対戦。メキシカンストレッチでダリスからギブアップを奪い勝利する。
- 6月9日、SMASH.18におけるSMASHディーバ王座決定トーナメント一回戦で志田光とシングルで再戦し、右ハイキックで勝利する。
- 7月10日、ディアナ初参戦。Sareeeと対戦し、腕固めで勝利。
- 8月11日、SMASH.20におけるSMASHディーバ王座決定トーナメント準決勝で華名と対戦し、チキンウイング式胴締めスリーパーで敗れる。[18]
- 9月8日、SMASH.21で真琴と組み、栗原あゆみ&Ray組と対戦。特に栗原相手には終始喧嘩腰で応戦し、終には試合権利のないまま栗原に襲いかかり、制止に入ったレフェリーをも蹴り倒し、反則負けとなる[19]。
- 10月28日、SMASH.22で中川ともか、Ray、真琴とSMASHディーバ王座挑戦権を賭けて4WAYイリミネーションマッチで対戦、中川の120%スクールボーイで敗れる[20]。
- 11月3日、「ゆずポン祭り5」で愛川ゆず季からの指名でタッグチームを結成し[21]、高橋奈苗&松本浩代組と対戦。愛川が高橋のワンセコンドEXで敗れる[22]。
- 11月24日、SMASH.23でリン・バイロンとハードコアマッチで対戦し、ジャーマン・スープレックス・ホールドで勝利する。[23]
- 12月30日、SMASH.24で雫あき（現：雫有希）と対戦し、右ハイキックで勝利する[24]。

2012年
- 1月9日、Krush.15でキックボクシング初参戦。三堀"SMILE"美弥子に2-0の判定で勝利する[25][26][27]。
- 1月19日、「We are SMASH」にて、試合前にアイドルグループ「Apple Tale」とのコラボレーション曲「超絶乙女～武者修行編～」を、メンバーとともにリング上で披露する。[28][29][30]試合ではTAJIRI&真琴と組み、木藤拓也&リン・バイロン&雫あき組と対戦、右ハイキックで木藤に勝利する。[31]
- 2月19日、SMASH.25で華名の保持するSMASHディーバ王座に挑戦。右ハイキックで勝利し王座を奪取。自身のキャリアでは初のベルト戴冠となった。[32]
- 3月14日、「SMASH FINAL」にて、自らの保持するディーバ王座を封印することを宣言する。[33]

### WNC
- 4月5日、TAJIRI以下元SMASH所属選手、レフェリー、練習生とともに新団体「Wrestling New Classic」に移籍。
- 4月22日、「Krush-EX vol. 1」で坂本柚佳里と対戦。2Rにはパンチの連打でダウンを奪い、3-0の判定で勝利する。[34]
- 4月26日、WNCプレ旗揚げ戦「Before The Dawn」のセミファイナルにて、真琴と組み、華名&紫雷美央組と対戦。パートナーの真琴が華名に敗れる。[35]
- 5月12日、メキシコで開催された『ドラゴマニアVII』（アレナ・メヒコ）に二年連続の参戦。華名とシングルマッチで対戦し、敗れる。
- 5月24日、WNC旗揚げ戦で華名と組み、真琴&りほ（現：里歩）組と対戦。この試合より牙のデザインのマウスピース[36]を着用している。
- 5月29日、プロレスリングWAVE「CATCH THE WAVE 2012 波女決定リーグ戦」に初参戦（ホワイトテイルズブロック）。初戦は紫雷美央と対戦し、グラシアスで勝利する。
- 6月8日、プロレスリングWAVE「CATCH THE WAVE 2012 波女決定リーグ戦」で華名と対戦し、カナロックで敗れる。
- 6月17日、プロレスリングWAVE「CATCH THE WAVE 2012 波女決定リーグ戦」で渋谷シュウと対戦し、15分時間切れ引き分けに終わる。* 6月24日、プロレスリングWAVE「CATCH THE WAVE 2012 波女決定リーグ戦」で栗原あゆみと対戦し、15分時間切れ引き分け。1勝2分1敗の勝ち点4で公式リーグ戦全日程を終える。
- 7月15日、WNC後楽園大会のメインイベントで浜田文子とシングルで対戦し、APクロス・ディアマンテで敗れる。試合後に介抱に入ったセコンドの華名にハイキックを見舞い、WNC本体からの離脱をアピールする。
- 8月、WNCのシリーズにAKIRA、スターバックと行動を共にする。
- 8月12日、「Krush.21」でエミNFCと対戦し、2Rに右ストレートで2度ダウンを奪いTKO勝ち。
- 8月30日から9月1日まで、AKIRA&スターバックと組み、TAJIRI&マイキー・ウィプレック&華名組相手に東京、大阪、豊橋と有刺鉄線ボードデスマッチ3連戦に挑み、シリーズを2勝1敗で終える。後楽園大会ではTAJIRIのボディスラムによって有刺鉄線ボードに被弾した。[37]
- 10月26日、初代WNC女子王座決定トーナメント1回戦でリン・バイロンと対戦。右ハイキックで勝利する。
- 11月10日、Krush.24で林美久と対戦し、3-0の判定で勝利する。
- 11月16日、9月より渋谷シュウをパートナーに、チーム名「奇跡の隣人」としてエントリーしていたプロレスリングWAVEのタッグリーグ戦「DUAL SHOCK WAVE」のBブロック同点決勝にて、桜花由美&志田光の「シダレザクラ」を破り優勝決定戦に進出するが、大畠美咲&藤本つかさの「マックロコロスケ」に敗れて準優勝に終わる。
- 12月27日、WNC後楽園大会にて、野崎渚を下し初代WNC女子王座獲得。

2013年
- 2月8日、初の自身プロデュース興行「STIMULUS」を開催[38]。
- 3月31日、WNC女子王座防衛戦を真琴相手に行うが敗れて王座陥落。
- 4月29日、スターダム両国国技館大会に参戦。米山香織&松本浩代と組み、高橋奈苗&藤本つかさ&長野美香組と対戦するが米山が高橋からフォールされる。
- 5月15日、2年連続でプロレスリングWAVE「CATCH THE WAVE 2013 波女決定リーグ戦」に参戦（スレンダーブロック）。初戦は紫雷美央と当たり、ランニング・ニーが美央の肩に直撃して負傷させるが、最後は土蜘蛛に屈する。
- 5月26日、プロレスリングWAVE大阪大会「CATCH THE WAVE 2013 波女決定リーグ戦」で春日萌花と対戦し、ジャーマンスープレックスホールドを決めてリーグ公式戦初勝利。
- 5月29日、プロレスリングWAVE「CATCH THE WAVE 2013 波女決定リーグ戦」でチェリーと初シングル、ジャーマンスープレックスホールドで連勝。
- 6月8日、OSAKA女子プロレスにて「CATCH THE WAVE 2013 波女決定リーグ戦」で渋谷シュウと対戦し、スリーパーホールドで3連勝。
- 6月9日、プロレスリングWAVE「CATCH THE WAVE 2013 波女決定リーグ戦」で志田光と対戦し、15分時間切れ引き分け。試合後、双方ともリーグ戦とは別に再戦を希望した。
- 6月19日、プロレスリングWAVE「CATCH THE WAVE 2013 波女決定リーグ戦」で中島安里紗と初シングル、15分時間切れ引き分け。スレンダーブロック1位で決勝トーナメント進出を決める。
- 7月14日、アイスリボン新宿大会で志田光と再戦するが、フルメタルマフラーにギブアップ。
- 7月15日、プロレスリングWAVE後楽園大会「CATCH THE WAVE 2013 波女決定リーグ戦」準決勝で中島安里紗と再戦も、ドラゴンスープレックスホールドで敗れ決勝進出ならず。3位決定4WAY戦でも敗退。
- 8月25日、アイスリボン後楽園大会で「88＆89年生まれによる8人タッグマッチ」に出場（志田光&朱里&中森華子&大畠美咲 vs 希月あおい&真琴&中島安里紗&下野佐和子）。志田が下野からフォールを奪い勝利。
- 9月15日、OZアカデミー横浜文化体育館大会で花月と組み、志田光&中島安里紗組と対戦し、花月が志田からフォールを奪い勝利[39]。
- 9月18日、セリーナに勝利してWNC女子王座返り咲き。
- 9月20日、第2代REINA世界女子王座決定戦でCMLLのセウシスを破り王座獲得するが、試合後に前王者堀田祐美子に襲撃される[40]。
- 9月21日と22日、WRESTLE-1旗揚げツアーで真琴との2連戦を連勝。
- 10月31日、WNC後楽園大会にて堀田祐美子相手にWNC女子&REINA世界女子王座防衛戦を行い、ハイキックで倒し両王座防衛に成功[41]。

### WNC-REINA
- 11月1日、この日付けでレイナ・コーポレーションと契約を結び、女子プロレス史上初の二重契約選手となる[42]。
- 12月22日、REINA新木場大会にて中島安里紗負傷のため空位となっていたCMLL-REINAインターナショナル王座をラ・コマンダンテと争い、バズソーキックで勝利、三冠達成[43]

2014年
- 3月16日、Krush-EX 2014 vol.1にて行われた初代Krush女子王座決定戦で林美久を延長戦の末降し初代王者に就く。Krush史上初となる女子のメインイベントとして行われ、新宿FACEを超満員札止めになり、ニコニコ生放送で全試合完全生中継されるなど大きな注目を集めた試合となった[44]。
- 4月、CMLL-REINAインター王者としてCMLL遠征。アマポラに敗れインター王座を失うが、アレナ・メヒコ4日連続出場を果たす。
- 7月13日、Krush.43にて谷山佳菜子相手に初防衛戦。朱里側の希望により女子では異例の3分3ラウンドで組まれ、3-0の判定で初防衛成功、試合後、K-1参戦をアピールした[45]。
- 8月10日、REINA新宿大会で華名とタッグで対戦（パートナーは真琴、華名のパートナーはアレックス・リー）、華名のWNC退団以来約1年9ヶ月ぶりの遭遇となったが、真琴が華名の変形式ゾンビ固めにギブアップ、試合後も華名とやり合う[46]。
- 8月30日、REINA後楽園大会でマルセラが持つCMLL世界女子王座に挑戦、1本目は取るも2本連取され敗戦[47]。
- 9月18日、大鷲透20周年自主興行にて「男+女+オカマ混合メキシコ風8人タッグ」に出場。さくらえみと約3年ぶりに遭遇。
- 10月7日、「カナプロマニア」で藤原喜明と組んで、華名&鈴木みのる組と対戦し、華名から勝利。試合後、華名と一触即発になるも相手の自主興行にも関わらず「朱里コール」が響く異様な光景となった。
- 10月15日、WAVE新木場大会、渋谷シュウの相手Xとして登場。バズソーキックで勝利。
- 10月30日、初のプロデュース興行「朱里まつり〜いいわね!いくわよ!」開催。越中詩郎と組み、木村響子&望月成晃組と対戦。

### パンクラス
2016年
- 1月30日、パンクラスと複数試合契約を結び、キックボクシングからMMAに転向を発表[48]。
- 1月31日、REINA板橋大会にて3月25日を以てREINA退団を発表[49]。上記のMMA転向により退団であるが、プロレス活動についてはフリーランスとして継続し仙女やOZアカデミーや魔界錬闘会などに参戦。また、総合格闘家としては引き続きボスジムジャパン所属となる。
- 4月24日、パンクラス初参戦となったPANCRASE 277で浅倉カンナと対戦し、3-0の判定勝ちを収めた[50]。

2017年
- 5月28日、PANCRASE 287で新設されたストロー級クィーン・オブ・パンクラス決定戦でキンバリー・ノヴァスと対戦し、3-0の判定勝ちを収め王座獲得に成功した[51]。

### UFC
- 7月14日、UFCとの契約を発表[52]。これに伴い7月16日から10月23日までのプロレスの試合をキャンセルした（契約上の理由によるもの）[53]。UFCでのリングネームは「近藤朱里」とする[54]。
- 9月23日、UFC初参戦となったUFC Fight Night: Saint Preux vs. Okamiでジョン・チャンミと対戦し、2-1の判定勝ちを収める。UFCにおける日本人女子ファイター初勝利となった。
- 2018年5月19日 (現地時間）、UFC Fight Night: Maia vs. Usmanにてポリアナ・ボテーリョと対戦し1R33秒TKO負けを喫し、総合格闘技初敗北を喫した[55]。
- 6月5日、UFCに専念する為、ストロー級クィーン・オブ・パンクラスを返上（2018年7月4日付パンクラスオフィシャルランキングで正式に受理された）[56]。
- 2019年6月24日、UFC Fight Night: Moicano vs. Korean Zombieにてアシュリー・ヨーダーと対戦するも判定負け[57]。試合後に投稿したツイートには「UFCで戦えて本当に幸せでした」との一言が添えられており[57][58]、その後UFCで試合をすることはなく、2021年にUFCからリリースされたと総合格闘技メディアに報じられた[59]。

### MAKAI
2019年
- 1月24日、2015年より出演していたMAKAIと所属契約を交わす[60]。
- 7月13日、8月13日開催の自主興行でプロレス復帰戦をすると会見を行う[61]。
- 10月27日、アイスリボン平塚大会にて久々のアイスリボン参戦。
- 12月31日、アイスリボン後楽園ホール大会にて世羅りさとのシングルマッチに勝利。

2020年
- 1月4日、アイスリボン横浜大会にて、ラム会長・山下りならと共にエネミー軍としてベルトの総取りを宣言。
- 1月19日、スターダム後楽園ホール大会にて、ジュリアの新ユニット「ドンナ・デル・モンド」のメンバーとして登場[62]。
- 2月8日、スターダム後楽園ホール大会にて、「ドンナ・デル・モンド」のメンバーとして、アーティスト・オブ・スターダム王座を獲得[63]。
- 3月14日、アイスリボン後楽園ホール大会にて、「Joint army」として始動。メンバーは、松屋うの、本間多恵、進垣リナ。
- 9月5日、母親が死去[64]。
- 9月21日の後楽園ホール大会をもってアイスリボンへの参戦を終了[65]。
- 10月3日、スターダム横浜武道館大会において岩谷麻優が持つワールド・オブ・スターダム王座に挑むも二段式ドラゴンスープレックスに敗れたが、「スターダムの内部に入ってイチからベルトを取りにいく」という決意でスターダム入団を表明した[66]。

### スターダム
2020年
- 10月29日、後楽園ホール大会の開始前に会見を行い、11月1日付でスターダム所属となることが正式に発表された[67]。

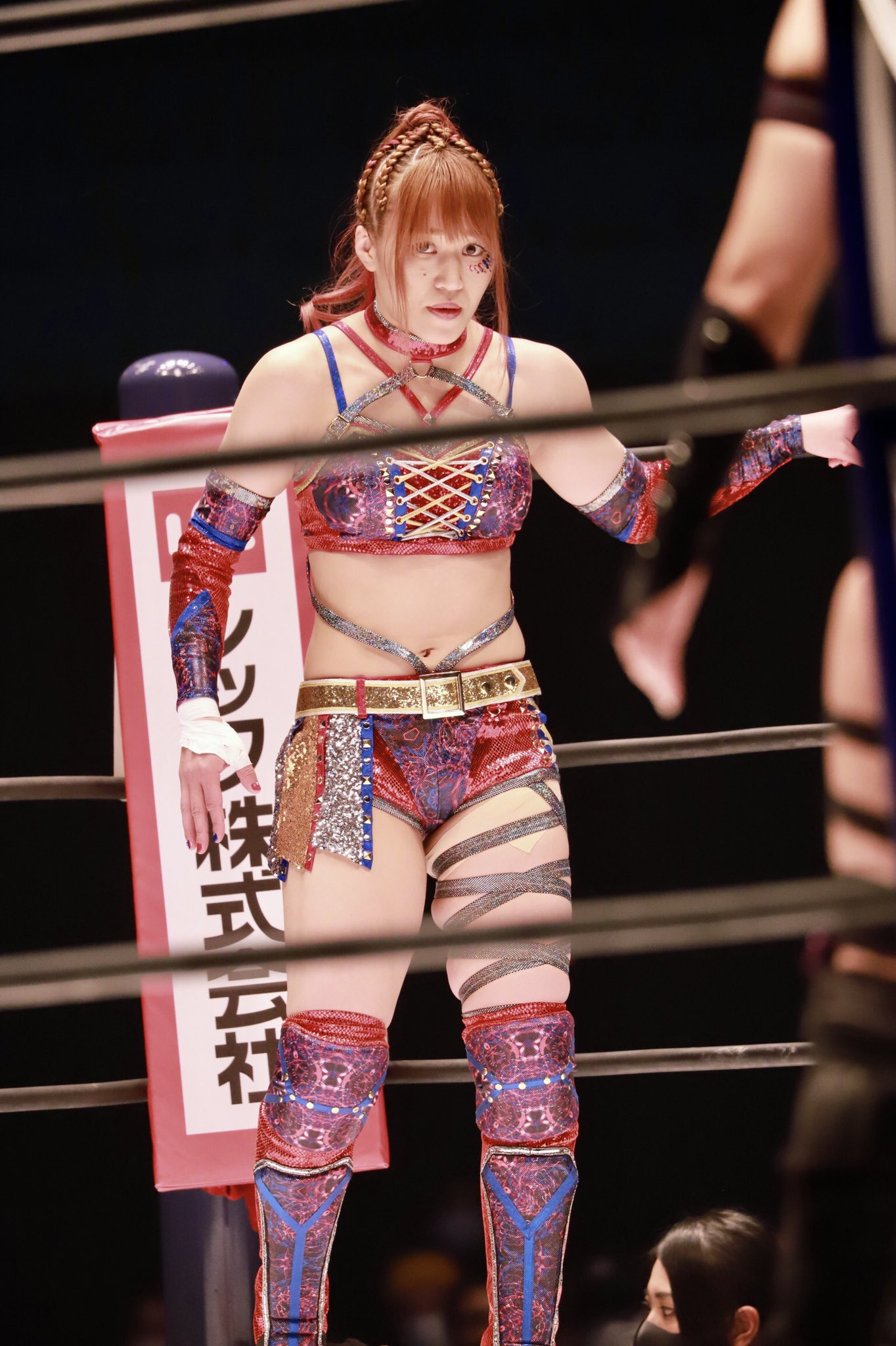
2021年
- 9月25日、大田区総合体育館で開催された5★STAR GP 2021優勝決定戦で渡辺桃を下して初優勝を飾った[68]。
- 12月29日、スターダム両国国技館大会で、林下詩美の持つワールド・オブ・スターダム王座に挑戦。朱世界でフォール勝ちし第14代王者となった[69]。

2022年
- 3月26日、スターダム両国国技館大会で行われたワールド・オブ・スターダム王座で、同門（Donna del Mondo）のジュリアからの挑戦を受け、朱世界でフォール勝ちし2度目の防衛に成功した[70]。試合後にはDonna del Mondoを脱退し、新たなユニットを作ることを宣言した[70]。翌3月27日には同大会において岩谷麻優の挑戦を受け、白虎でギブアップ勝ちを収めて3度目の防衛に成功する[71]。
- 4月3日、立川ステージガーデンで開催されたスターダム・シンデレラ・トーナメントでの壮麗亜美との一戦の後、Donna del Mondoに所属していたMIRAIも加わり、朱里、壮麗、MIRAIの3人によるユニット名を「戦いの神に選ばれし者」との意味を込めて「God's Eye」と命名すると発表した[72]。
- 12月29日、「STARDOM DREAM QUEENDOM2022」にてジュリアと対戦。残り9秒のところでフォール負けを喫し、丸一年間守り続けてきたワールド王座から陥落した[73]。その後、この試合がスターダム年間ベストマッチ賞に、1年間ワールド王座を守り続けたことが評価されてスターダムMVPに選出された[74]。

2024年
- 1月3日、『NEW YEAR STARS 2024』にて、朱里＆MIRAI＆壮麗亜美がトライアングルダービートーナメント優勝とともに、第31代アーティスト・オブ・スターダム王者となる。
- 1月4日、『イッテンヨン・スターダムゲート 2024』TOKYO DOME CITY HALL大会で、岩谷麻優のIWGP女子王座に挑戦するも敗戦。

2025年
- 4月27日、『ALL STAR GRAND QUEENDOM 2025』横浜アリーナ大会にて岩谷麻優とのIWGP女子王座に挑み、21分54秒クロスアーム式朱世界で勝利。悲願のIWGP女子王座初戴冠を果たした[75]。しかし、6月21日にSareeeに敗れ、IWGP王座から陥落する[76]。その後、29日に欠場することを発表[77]。7月6日の八神蘭奈との同門対決を最後に欠場に入った[78]。

## 人物
- 趣味は漫画読書。少女漫画、『闇金ウシジマくん』、『彼岸島』を好む。
- 嫌いなものはゴキブリ。

## 戦績

### 総合格闘技
| 総合格闘技 戦績 | 総合格闘技 戦績 | 総合格闘技 戦績 | 総合格闘技 戦績 | 総合格闘技 戦績 | 総合格闘技 戦績 | 総合格闘技 戦績 |
| --------------- | --------------- | --------------- | --------------- | --------------- | --------------- | --------------- |
| 9 試合          | (T)KO           | 一本            | 判定            | その他          | 引き分け        | 無効試合        |
| 6 勝            | 1               | 0               | 5               | 0               | 0               | 0               |
| 3 敗            | 1               | 0               | 2               | 0               | 0               | 0               |

| 勝敗 | 対戦相手             | 試合結果                               | 大会名                                                      | 開催年月日     |
| ×    | アシュリー・ヨーダ   | 5分3R終了 判定0-3                      | UFC Fight Night: Moicano vs. Korean Zombie                  | 2019年6月22日  |
| ×    | ヤン・シャオナン     | 5分3R終了 判定0-3                      | UFC Fight Night: Blaydes vs. Ngannou 2                      | 2018年11月24日 |
| ×    | ポリアナ・ボテーリョ | 1R 0:33 TKO（左ミドルキック→パウンド） | UFC Fight Night: Maia vs. Usman                             | 2018年5月19日  |
| ○    | ジョン・チャンミ     | 5分3R終了 判定2-1                      | UFC Fight Night: Saint Preux vs. Okami                      | 2017年9月23日  |
| ○    | キンバリー・ノヴァス | 5分5R終了 判定3-0                      | PANCRASE 287 【ストロー級クィーン・オブ・パンクラス決定戦】 | 2017年5月28日  |
| ○    | ミナ・グルサンダー   | 5分3R終了 判定3-0                      | PANCRASE 284                                                | 2017年2月5日   |
| ○    | シャルマ・デバイア   | 1R 3:38 TKO（パウンド）                | PANCRASE 282                                                | 2016年11月13日 |
| ○    | ニコーレ・カレアーリ | 5分3R終了 判定3-0                      | PANCRASE 279                                                | 2016年7月24日  |
| ○    | 浅倉カンナ           | 3分3R終了 判定3-0                      | PANCRASE 277                                                | 2016年4月24日  |

### キックボクシング
| キックボクシング 戦績 | キックボクシング 戦績 | キックボクシング 戦績 | キックボクシング 戦績 | キックボクシング 戦績 | キックボクシング 戦績 | キックボクシング 戦績 |
| --------------------- | --------------------- | --------------------- | --------------------- | --------------------- | --------------------- | --------------------- |
| 14 試合               | (T)KO                 | 判定                  | その他                | 引き分け              | 無効試合              |                       |
| 13 勝                 | 1                     | 12                    | 0                     | 0                     | 0                     |                       |
| 1 敗                  | 0                     | 1                     | 0                     | 0                     | 0                     |                       |

| 勝敗 | 対戦相手             | 試合結果           | 大会名                                                                                     | 開催年月日     |
| ○    | トモコSP             | 3分3R終了 判定3-0  | Krush.58 【Krush女子タイトルマッチ】                                                       | 2015年9月12日  |
| ×    | イ・メイディエ       | 3分3R終了 判定     | K-1 CHINA vs JAPAN                                                                         | 2015年2月1日   |
| ○    | グレイシャア亜紀     | 3分3R終了 判定3-0  | Krush.48 in SENDAI 【Krush女子タイトルマッチ】                                             | 2014年12月21日 |
| ○    | 谷山佳菜子           | 3分3R終了 判定3-0  | Krush.43 【Krush女子タイトルマッチ】                                                       | 2014年7月13日  |
| ○    | 林美久               | 延長 判定3-0       | Krush-EX 2014 vol.1 【初代Krush女子王座決定戦】                                            | 2014年3月16日  |
| ○    | サンチェス弥生       | 2分3R終了 判定3-0  | Krush.36 初代Krush女子王座決定トーナメント・準決勝                                         | 2014年1月4日   |
| ○    | サンチェス弥生       | 2分3R終了 判定3-0  | J-NETWORK「J-GIRLS 2013 ～Victorious Goddess 4th～」                                       | 2013年9月1日   |
| ○    | チェン・ウェイティン | 2分3R終了 判定3-0  | Krush-IGNITION 2013 vol.4                                                                  | 2013年6月2日   |
| ○    | 林美久               | 2分3R終了 判定3-0  | Krush.24                                                                                   | 2012年11月10日 |
| ○    | エミNFC              | 2分3R 2R1分6秒 TKO | Krush.21                                                                                   | 2012年8月12日  |
| ○    | 坂本柚佳里           | 2分3R終了 判定3-0  | Krush-EX 2012 vol.1                                                                        | 2012年4月22日  |
| ○    | 三堀"SMILE"美弥子    | 2分3R終了 判定2-0  | Krush.15                                                                                   | 2012年1月9日   |
| ○    | 風香                 | 2分3R終了 判定2-0  | SHOOT BOXING 25TH ANNIVERSARY SERIES 開幕戦 維新-ISHIN- 其の壱【シュートボクシングルール】 | 2010年2月13日  |
| ○    | ASAKO                | 2分3R終了 判定3-0  | JEWELS 6th RING【シュートボクシングルール】                                                | 2009年12月11日 |

## 得意技

### フィニッシュ・ホールド
バズソーキック
仰向けになった相手の上半身を起こして相手の左側頭部を振り抜いた右足の甲で蹴り飛ばす。
右ハイキック
流炎
「フロント・パワースラム」の形で相手を自身の右肩に担ぎ上げて、自身の左手で相手の首後ろを支えて右サイドに頭部から投げ落として、自身も背面から倒れ込んでマットに垂直落下で突き刺す「変形エメラルド・フロウジョン」。
朱世界
相手を肩車の形で担ぎ上げ、自身の右手で相手の首後ろを抱えて前方回転させながらパワースラムの形で右サイドに投げ落として体を浴びせて相手の後頭部からマットに突き刺す。「変形片翼の天使」。「流炎」の進化形技。この技で林下詩美を破りワールド王座初戴冠を果たした。

### 四神のジャベ（関節技）
朱雀
変形羽根折り式脇固め。
うつ伏せの相手の左腕を自身の左足でチキンウィングにロックし、右腕をアームバーに極める。
青龍
尻餅状態の相手の右腕と右足を自らの右足で挟み込み、さらに左腕も左足で固めた状態で頭部を右脇下に抱え込み、両手をクラッチして絞め上げる「腕極め式変形ドラゴン・スリーパー」。完全に相手の手足の動きを封じるため、脱出困難な複合関節技。
玄武
相手の背後からスリーパーで締め相手の体力を奪い座らせて相手の右腕を自身の左手で掴みさらに締める複合技。「変形スリーパー」
白虎
仰向け状態の相手の左足を自らの首後ろに引っ掛け、そのまま相手を反転させて自らの右手で相手の右手をクラッチし、さらに右足で相手の左腕を固定して極める「両腕取り式変形マフラー・ホールド」。

### 打撃技
各種キック
ローキック、ミドルキック、踵落とし、ローリング・ソバット
膝蹴り
首相撲の体勢で相手を組みついてボディへの膝蹴り、ランニングニーアタック、対角線を走ってコーナーにいる相手への串刺しジャンピングニーアタック、など使用。
ランキング・ハイ・ニー
二段式飛び膝蹴り
助走をつけて二段蹴りのモーションで軽く宙に舞上がり、振り上げた右膝で相手の顔面や顎に下から突き上げるような膝蹴りを叩き込む。

### 関節技、絞め技
飛びつき腕ひしぎ十字固め
腋固め
腕固め
三角絞め
スリーパーホールド
グラシアス
ウルティモ・ドラゴンより伝授されたスタンディングジャベ。大木金太郎が使っていたX固めとほぼ同型。「笑っていいとも」出演時にバナナマンの日村勇紀にかけたことがある。

### 投げ技
ジャーマンスープレックス
一時期はフィニッシャーとして使用される。
バック・クラッカー

### 組み技
アームドラッグ
デジャブ
ハーフハッチ
ウラカン・ラナ
人工衛星式DDT
ダイビング・ヒップアタック
サイクロンKG - スクリューハイキックと同型
KGフラッシュ
クリスチャン・ケイジのキル・スイッチ（アンプリティアー）と同型。
ファイヤーマンズキャリー

## タイトル歴
- 2009年JEWELS新人賞
- 初代Krush女子王座
- ECCWシングル王座
- 初代ストロー級クィーン・オブ・パンクラス王座
- Pro Wrestling Illustrated Women's 150 2022 1位

SMASH
- 第4代SMASHディーバ王座

JDスター女子プロレス
- 第10代クイーン・オブ・ザ・リング王座

センダイガールズプロレスリング
- 第3代センダイガールズワールドタッグチームチャンピオンシップ（パートナーは志田光）

REINA女子プロレス
- 初代、第5代WNC女子王座
- 第2代REINA世界王座
- 第16代CMLL世界女子王座
- 第6代CMLL-REINAインターナショナル王座
- 第17、19代REINA世界タッグ王座（パートナーは志田光→シルエタ）

OZアカデミー女子プロレス
- 第25代OZアカデミー認定タッグ王座（パートナーは志田光）

スターダム
- 第7代SWA世界王座
- 第14代ワールド・オブ・スターダム王座
- 第21、33代ゴッデス・オブ・スターダム王座（パートナーはジュリア、小波）
- 第23、31代アーティスト・オブ・スターダム王座（パートナーはジュリア&舞華、MIRAI&壮麗亜美）
- STARDOM 5★STAR GP 優勝（2021年）
- TRIANGLE DERBY 優勝（2024年）（パートナーはMIRAI&壮麗亜美）

新日本プロレス
- 第4代IWGP女子王座

プロレス大賞
- 女子プロレス大賞（2022年）

## 入場テーマ曲
- 曼珠沙華（まんじゅしゃげ）- STARDOMにて使用。現在の入場テーマ曲。
- Training Montage（ロッキー4/炎の友情 オリジナル・サウンドトラック）
- Theme of Sakura - SF IV Arrange -（ストリートファイターIV オリジナル・サウンドトラック）
- "Sick"（Scam Circle）- 2012年8月にAKIRA、スターバックとチーム結成してからの入場テーマ曲。

## メディア出演

### ラジオ
- 高橋大輔と高垣彩陽の夜ナ夜ナハッスル（ラジオ関西、2009年7月17日放送回）

### テレビ
- NOGIBINGO!6（日本テレビ）
- トライアルマンデー ナキヨメ（2024年9月30日、テレビ東京）

### 映画
- 家出レスラー（2024年5月17日、ブシロードムーブ）[79]

### CS放送
- FIGHTING GIRLS #3（FIGHTING TV サムライ、2011年5月15日初回放送）

### CATV
- 夕なび 湘南～横浜（J : COM 湘南・横浜、2月14日放送 TAJIRIとともにゲスト出演）

### インターネット
- みんなの願いを叶えたい！（あっ!とおどろく放送局 2009年3月20日）[80]
- 朱里チャンネル（YouTube・SMASH公式チャンネル、2011年9月2日 -）
- はっぴーシネマニア（ユーストリーム番組、2011年10月23日 TAJIRIとともにゲスト出演）

### 舞台
- スーパーマーケット「おさげや」 飴山妻役 （2007年8月30日-9月2日 銀座小劇場）[81]
- ラブ&ハッスル 真奈美役 （2009年1月30日 新宿FACE）
- 「極道協奏曲」主演：大和美月役 （2013年1月11日-13日 六行会ホール）
- オーストラ・マコンドー「影のない女」（2025年3月24日-31日 吉祥寺シアター）

### ライブ
- 第1回「つんつべ♂フェス」（2011年10月16日 ESPミュージカルアカデミー本館B1ホール 「Apple Tale×朱里」として）
- ドルスタスペシャル Tokyo Idol Carnival ver.1（2011年11月19日、中野サンプラザ 「Apple Tale×朱里」として）
- Apple Bayside Party DX～Non Stop耐久1stワンマンライブ～（2012年1月3日 Shibuya O-Crest Apple Tale初のワンマンライブにゲスト出演）

## ディスコグラフィ
- 超絶乙女～武者修行編～/CRUSH! 2012年1月13日発売（Apple Taleとのコラボレーション）

## 作品

### 写真集
- WATASHI（2013年1月25日、グラッソ、撮影：会田定広）
- Syuri（2015年8月12日、さんが出版）ISBN 978-4880968018